# Меробавд
Флавій Меробавд (*Flavius Merobaudes, д/н — після 446) — військовий та державний діяч, поет часів пізньої Західної Римської імперії.

## Життєпис
Походив зі знатного франкського роду. Ймовірно був родичем консулу Флавію Меробавду. Тривалий час згідно згадує Сідонію Аполлінарію мешкав в Бетіці, можливо там народився. Близько 430 року перебирається до Равенни, де почав кар'єру при дворі імператора Валентиніана III. Також став другом полководцю Аеція. У 430 і 431 роках відзначився у боях в Норіці та проти алеманів.
Це дозволило йому стати сенатором, отримавши спочатку титул vir clarissimus, а потім — vir spectabilis. Водночас призначається комітом (головою) консисторія. Брав участь у придушенні повстань в Альпах, за що 30 липня 435 року від імені міста Риму і імператора йому була споруджена бронзова статуя на Форумі Траяна, основа якої з дарчим написом були згодом виявлена в 1813 році. Водночас багато часу починає присвячувати літературній діяльності. Можливо до 439 року став патрицієм, отримавши титул від імператора східної римської імперії Феодосія II під час участі в посольстві до нього (за іншою версією з нагоди шлюбу Валентиніана III і Ліцінії Євдоксії у 437 році).
У 443 році призначається магістром обох військ (magister utriusque militiae), змінивши на посаді Аеція. Меробавд бився в Іспанії, намагаючись придушити повстання багаудів, з чим він успішно впорався, завдавши поразки багаудам у битвах у верхів'ях річки Ебро. Проте, за рішенням Валентиніана III був відкликаний до Італії через інтриги проти нього при імператорському дворі.
Між 443 і 446 роками він активно виступав в сенаті, його красномовство вихваляв Ідацій. Подальша доля невідома.

## Творчість
З усього доробка відомо про 1 поему, 2 панегірика, 4 оди, з яких збереглися лише уривки. Поема «Про Христа» тривалий час приписувалася іншому поетові Клавдію Клавдіану. Складена гекзаметром, складається з 30 рядків. В ній оспівується пожертва та великі вчинки Ісуса Христа. Тут виявнюється прихильність автору нікейському символу віри.
Обидва панегірики 432 і 439 років присвячені військовим та дипломатичним успіхам Аеція. Оди мають також світський характер, де йдеться про побут навколишніх і друзів.